# Nederländerna (region)
För andra betydelser, se Nederländerna.

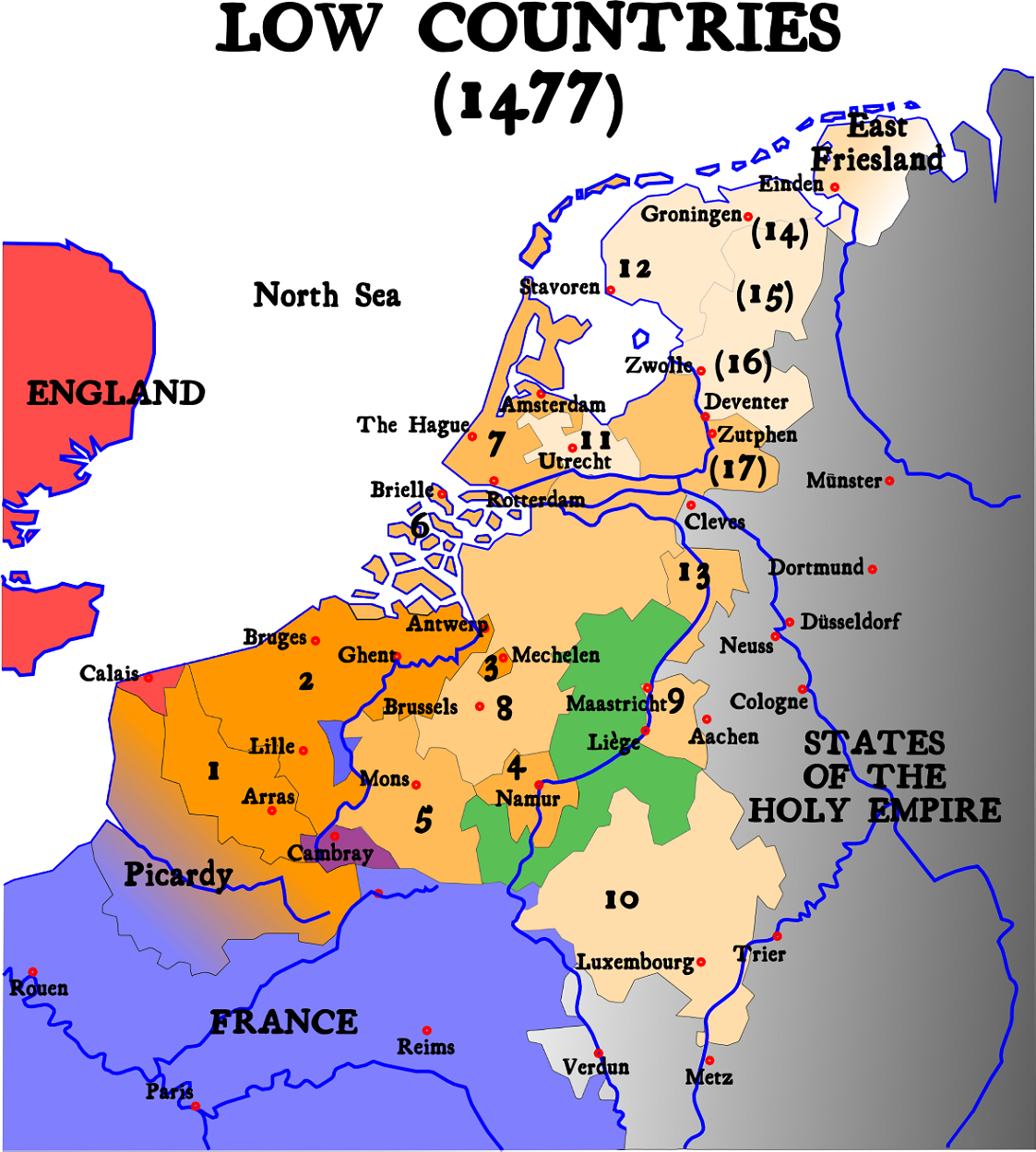
Nederländerna 1477.

Nederländerna eller Lågländerna är en historisk beteckning på det område som i dag omfattar staterna Nederländerna och Belgien, samt Luxemburg och delar av nordöstra Frankrike (departementen Nord, Pas-de-Calais, Artois och Picardie norr om Somme. Namnet uppstod under 1200-talet. I nyare tid används namnet ofta ensamt om landet Nederländerna.
Från 1400-talet och framåt kom ett ökande antal provinser i detta område under de burgundiska hertigarnas styre och förutom geografisk fick det också en politisk betydelse:
- Burgundiska Nederländerna (1384–1482)

- Habsburgska Nederländerna (1482–1581)

Även efter upplösningen av denna större politiska enhet fortsatte separata delar att kallas Nederländerna:
- Södra Nederländerna (sedan 1581)

- Spanska Nederländerna (1555–1713)

- Österrikiska Nederländerna (1714–1789 och 1791–1795)

Nederländska Förenta staterna (1790)
Norra Nederländerna (sedan 1581)
- Republiken de sju förenade Nederländerna (1581–1795)

- Suveräna furstendömet Förenade Nederländerna (1813–1815)

- Kungariket Nederländerna (1830–)

Prinsbiskopsdömet Liège tillhörde geografiskt de södra Nederländerna, men var politiskt oberoende fram till 1795.
De norra och södra Nederländerna återförenades under en tid, fram till Belgiens födelse, som Förenade kungariket Nederländerna (1815–1830).
Särskilt kulturellt och språkligt finns det också:
- Franska Nederländerna (1659/1677–)